# Liste der Fernstraßen und Autobahnen in der Ukraine

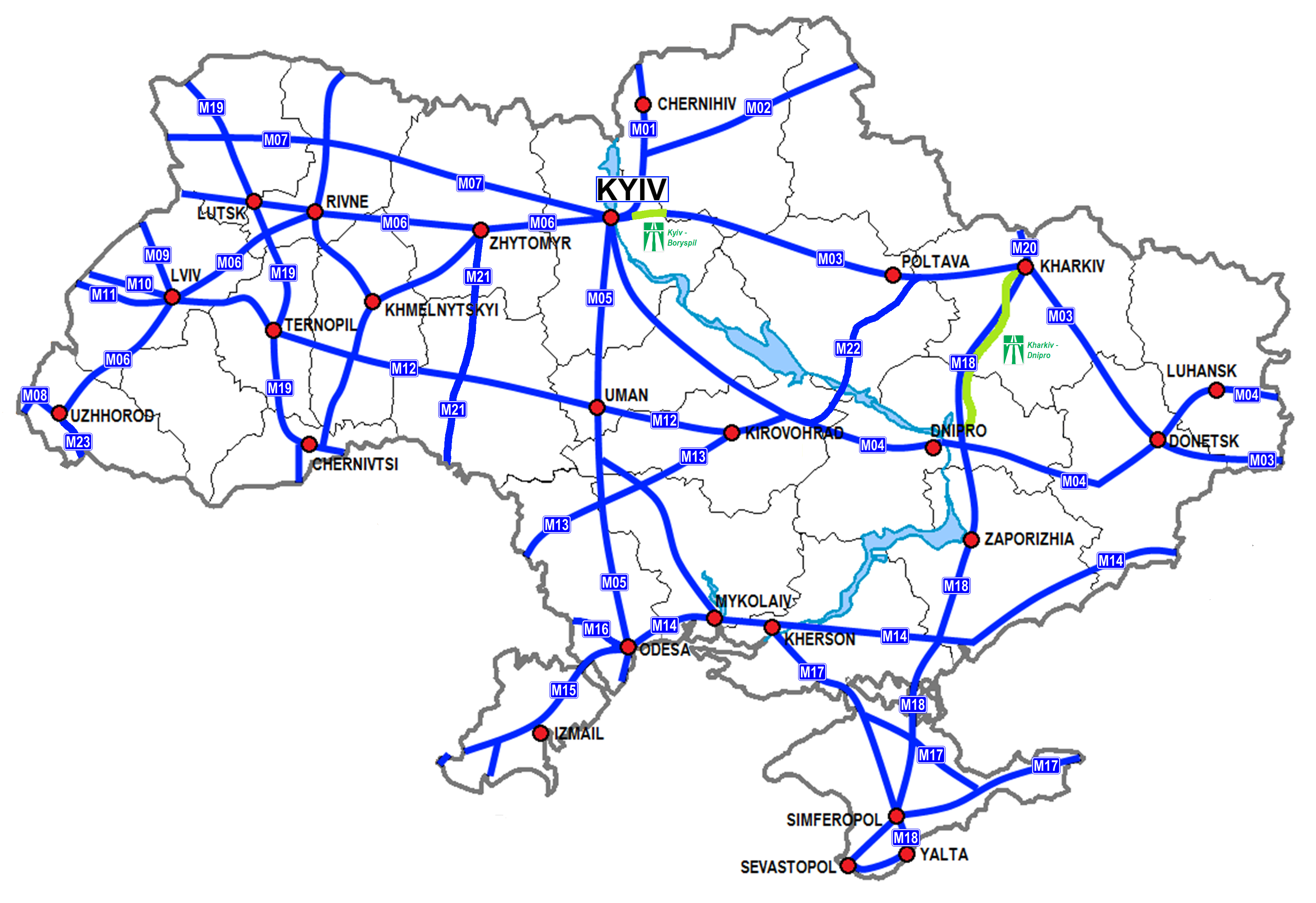
Autobahnen und Fernstraßen in der Ukraine

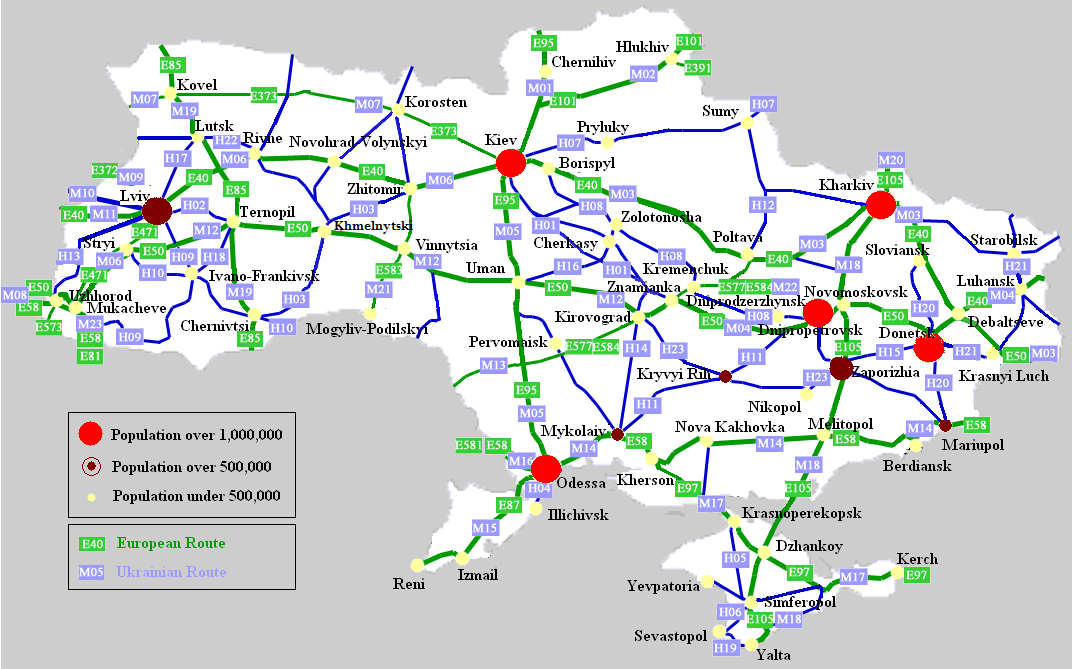
Fernstraßen und Europastraßen in der Ukraine

Im Straßensystem in der Ukraine existieren zwei Typen von Fernstraßen: Internationale und nationale Fernstraßen. Die internationalen Fernstraßen (ukrainisch міжнародна дорога) sind mit dem Buchstaben M sowie einer Nummer gekennzeichnet. Die nationalen Fernstraßen (ukrainisch національна дорога) werden mit dem Buchstaben Н (kyrillisches N) und einer Nummer bezeichnet.
Die Unterscheidung zwischen einfachen und zur Autobahn ausgebauten Fernstraßen erfolgt nur durch die Farbgebung der Straßenschilder, wobei ein blauer Hintergrund eine einfache Fernstraße und ein grüner Hintergrund eine zu Autobahn ausgebaute Fernstraße bezeichnet. Die zulässige Höchstgeschwindigkeit auf ukrainischen Autobahnen beträgt 130 km/h.

## Planungen, Übersicht
Ein zusammenhängendes, ukrainisches Autobahnnetz ist in Planung bzw. befindet sich im Aufbau. Bereits fertiggestellt sind die Autobahnen M 03 Kiew – Boryspil, M 18 Hubynycha – Samar (in der Nähe von Dnipro) und die M 29 Charkiw – Hubynycha. Im Zuge der Vorbereitungen zur Fußball-Europameisterschaft 2012 sowie zur Fußball-Weltmeisterschaft 2018 in Russland ist der Bau einer Autobahn vom Grenzübergang Korczowa/Krakowez bis Uspenka mit einer Gesamtlänge von 1400 Kilometern geplant, der zusammen mit der Fertigstellung der A4 in Polen und eines noch zu errichtenden Autobahnabschnitts in Russland die Europastraße 40 bis Rostow am Don komplettiert.
Am 24. Juni 2006 wurde per Gesetz die Straßenbezeichnungen in der Ukraine neu nummeriert. Dadurch entfielen die bisherigen Straßenbezeichnungen von M24 bis M27. Durch ein neues Gesetz vom 18. April 2012 wurden die Straßenbezeichnungen M24 bis M29 (teilweise neu) wieder eingeführt, am 16. September 2015 kamen durch ein weiteres Gesetz noch einige Änderungen hinzu.
Die Gesamtlänge aller Fernstraßen in der Ukraine beträgt rund 13.483 km, davon gibt es rund 195,5 km Autobahnen, 8652 km internationale und rund 4830 km nationale Fernstraßen (Stand: 2016).

## Autobahnen

Zeichen für die Autobahn

| Nummer      | Verlauf                                                           | Gesamtlänge | Ausbauzustand                    |
| ----------- | ----------------------------------------------------------------- | ----------- | -------------------------------- |
| M03 · E40   | Kiew – Boryspil                                                   | 14,6 km     | Ausgebaut als 2 × 4 Fahrstreifen |
| M18 · E105  | Hubynycha – Samar (in der Nähe von Dnipro)                        | 23,0 km     | Ausgebaut als 2 × 2 Fahrstreifen |
| M29 · E105  | Charkiw – Nowa Wodolaha – Berestyn – Pereschtschepyne – Hubynycha | 157,9 km    | Ausgebaut als 2 × 2 Fahrstreifen |
| Gesamtlänge | Gesamtlänge                                                       | 195,5 km    |                                  |

## Internationale Fernstraßen
Die folgende Liste umfasst alle internationalen Fernstraßen mit Stand vom 1. Januar 2024.
| Nummer                 | Verlauf | Gesamtlänge | Ausbauzustand | Karte            |
| ---------------------- | --- | --- | --- | ---------------- |
| M01 · E95 · E101       | Kiew – Kipti – Tschernihiw – Nowi Jarylowytschi nach Belarus (Homel)                                                                                 | 242,9 km (mit Zubringern nach Tschernihiw und Browary 260,7 km)                                                              | Teilstücke sind bereits autobahnartig ausgebaut. Der komplette Ausbau zur Autobahn hat im Jahr 2007 begonnen und soll zur Fußball-Europameisterschaft 2012 erfolgen. | Verlauf der M 01 |
| M02 · E101             | Kipti – Borsna – Baturyn – Hluchiw – Batschiwsk nach Russland (Brjansk)                                                                              | 260,2 km | Der Ausbau dieser Fernstraße zur Autobahn soll zur Fußball-Europameisterschaft 2012 erfolgen.                                                                        | Verlauf der M 02 |
| M03 · E40 · E50        | Kiew – Poltawa – Charkiw – Slowjansk – Krasnyj Lutsch – Dowschanskyj nach Russland (Rostow am Don)                                                   | 932,7 km (mit Südostumfahrung von Charkiw und Zubringer nach Poltawa 947,5 km)                                               | Große Teilstücke sind bereits autobahnartig ausgebaut. Zwischen Kiew und Boryspil ist sie als Autobahn ausgebaut.                                                    | Verlauf der M 03 |
| M05 · E95              | Kiew – Bila Zerkwa – Uman – Odessa | 560,8 km (mit Zubringern nach Bila Zerkwa und zur Regionalstraße R 19 563,6 km)                                              | Die Abschnitte um Kiew und Odessa sind bereits autobahnartig ausgebaut.                                                                                              | Verlauf der M 05 |
| M06 · E40 · E471 · E50 | Kiew – Schytomyr – Riwne – Lwiw – Uschhorod – Tschop nach Ungarn (Budapest)                                                                          | 902,2 km (mit Zubringern nach Schytomyr, Swjahel, Riwne, Lwiw und Uschhorod 928,0 km)                                        | In den Jahren 2005 bis 2008 wurde die gesamte Strecke von der ungarischen Grenze über die Karpaten bis Lwiw erneuert und teilweise autobahnartig ausgebaut.          | Verlauf der M 06 |
| M07 · E373             | Kiew – Korosten – Kowel – Jahodyn nach Polen (Lublin)                                                                                                | 499,7 km (mit Zubringern nach Jahodyn 500,3 km)                                                                              | Diese Fernstraße besitzt zum größten Teil 2 × 2 Fahrspuren. | Verlauf der M 07 |
| M08 · E58              | Umfahrung von Uschhorod – slowakische Grenze | 17,1 km (mit Zubringer zum Frachtterminal 18,2 km)                                                                           | | Verlauf der M 08 |
| M09 · E372             | Ternopil – Lwiw – Schowkwa – Rawa-Ruska nach Polen (Lublin)                                                                                          | 175,0 km | | Verlauf der M 09 |
| M10 · E40              | Lwiw – Krakowez nach Polen (Krakau) | 70,2 km (mit Westumfahrungung von Lwiw 85,8 km)                                                                              | | Verlauf der M 10 |
| M11                    | Lwiw – Horodok – Mostyska – Shehini (Grenze) nach Polen (Przemyśl)                                                                                   | 71,6 km (mit Südumfahrungung von Horodok 76,9 km)                                                                            | | Verlauf der M 11 |
| M13 · E584             | Kropywnyzkyj – Nowoukrajinka – Ljubaschiwka – Platonowe nach Republik Moldau (Chișinău)                                                              | 258,6 km | | Verlauf der M 13 |
| M14 · E58              | Odessa – Mykolajiw – Cherson – Melitopol – Berdjansk – Mariupol – Nowoasowsk nach Russland (Taganrog)                                                | 691,3 km (mit Zubringern zur Regionalstraße R 47 und Cherson sowie Umfahrung von Melitopol 715,6 km)                         | | Verlauf der M 14 |
| M15 · E87              | Odessa – Sarata – Tatarbunary – Strumok – Katlabuh – Ismajil – Reni nach Republik Moldau (Giurgiulești) und weiter nach Rumänien (Galați – Bukarest) | 297,7 km (mit Zubringern nach Ismajil und Reni 299,5 km)                                                                     | | Verlauf der M 15 |
| M16                    | Odessa – Kutschurhan nach Republik Moldau (Chișinău)                                                                                                 | 58,9 km | | Verlauf der M 16 |
| M17 · E97              | Cherson – Oleschky – Dschankoj – Feodossija – Kertsch                                                                                                | 403,5 km | | Verlauf der M 17 |
| M18 · E105             | Charkiw – Dnipro – Saporischschja – Melitopol – Simferopol – Jalta                                                                                   | 703,8 km (mit Südwestumfahrung von Charkiw und Umfahrung von Simferopol 723,9 km)                                            | Das Teilstück Hubynycha – Samar (in der Nähe von Dnipro) ist bereits als Autobahn ausgebaut.                                                                         | Verlauf der M 18 |
| M19 · E85              | Belarus (Brest) nach Domanowe – Kowel – Luzk – Ternopil – Czernowitz – Terebletsche nach Rumänien (Bukarest)                                         | 534,1 km (mit Zubringern nach Tscherniwzi und Luzk 542,7 km)                                                                 | | Verlauf der M 19 |
| M20 · E105             | Charkiw – Hoptiwka nach Russland (Belgorod) | 28,4 km | | Verlauf der M 20 |
| M21                    | Belarus (Masyr) nach Wystupowytschi – Schytomyr – Kalyniwka – Winnyzja – Schmerynka – Mohyliw-Podilskyj nach Republik Moldau                         | 410,7 km (mit Zubringern nach Berdytschiw und Kalyniwka 417,4 km)                                                            | | Verlauf der M 21 |
| M22                    | Poltawa – Krementschuk – Oleksandrija | 148,2 km (mit Zubringer nach Koselschtschyna 150,6 km)                                                                       | | Verlauf der M 22 |
| M23 · E81              | Berehowe – Wynohradiw – Welyka Kopanja | 50,0 km | | Verlauf der M 23 |
| M24                    | Welyka Dobron – Mukatschewo – Berehowe – Luschanka nach Ungarn                                                                                       | 60,5 km (mit Zubringer zur M 06 62,1 km)                                                                                     | |                  |
| M25                    | Solomonowo – Welyka Dobron – Janoschi | 55,1 km (mit Zubringer zum Grenzübergang Kossyny 58,0 km)                                                                    | |                  |
| M26                    | Ungarn nach Wylok – Newetlenfolu – Djakowe nach Rumänien                                                                                             | 20,6 km (mit Zubringern zu den Grenzübergängen Wylok und Welyka Palad 32,0 km)                                               | |                  |
| M27                    | Odessa – Welykodolynske – Tschornomorsk | 14,1 km | | Verlauf der H 04 |
| M28                    | Odessa – Piwdenne mit Weiterführung zur M 14 | 37,2 km (mit Umfahrung von Odessa und Zubringern zum Seehafen Piwdenne 74,0 km)                                              | |                  |
| M29 · E105             | Charkiw – Berestyn – Pereschtschepyne – Dnipro | 198,9 km (mit Zubringer zur M 18 201,3 km)                                                                                   | Die komplette M 29 ist zwischen Charkiw und Hubynycha als Autobahn ausgebaut.                                                                                        |                  |
| M30 · E40 · E50        | Stryj – Ternopil – Chmelnyzkyj – Winnyzja – Uman – Kropywnyzkyj – Dnipro – Donezk – Luhansk – Iswaryne nach Donezk (Russland)                        | 1.402,5 km (mit Zubringern nach Rohatyn, Chmelnyzkyj, Winnyzja, Snamjanka und Luhansk sowie Umfahrung von Dnipro 1.440,6 km) | 2021 durch Vereinigung der vormaligen M 04 (Snamjanka – Iswaryne) und M 12 (Stryj – Snamjanka) gebildet                                                              | Verlauf der M 30 |
| Gesamtlänge            | Gesamtlänge | 9.348,3 km | |                  |

## Nationale Fernstraßen
Die folgende Liste umfasst alle nationalen Fernstraßen mit Stand vom 1. Januar 2024.
| Nummer      | Verlauf | Gesamtlänge                                                                                          | Karte            |
| ----------- | --- | --- | ---------------- |
| N01         | Kiew – Korsun-Schewtschenkiwskyj – Smila – Kamjanka – Snamjanka                                                   | 281,5 km                                                                                             | Verlauf der H 01 |
| N02         | Radywyliw – Kremenez – Bila Zerkwa – Kaniw – Sofijiwka                                                            | 516,8 km (mit Zubringer nach Kaniw 521,3 km)                                                         |                  |
| N03         | Schytomyr – Tscherniwzi                                                                                           | 338,4 km (mit Umfahrungen von Dunajiwzi und Starokostjantyniw 357,3 km)                              | Verlauf der H 03 |
| N05         | Jany Kapu – Simferopol                                                                                            | 115,0 km (mit Zubringer zum internationalen Flughafen Simferopol 116,0 km)                           | Verlauf der H 05 |
| N06         | Simferopol – Bachtschyssaraj – Inkerman – Sewastopol                                                              | 66,4 km (mit Zubringer zum Flughafen Belbek/Sewastopol 69,3 km)                                      | Verlauf der H 06 |
| N07         | Kiew – Browary – Pryluky – Romny – Sumy – Junakiwka nach Russland (Sudscha)                                       | 333,9 km (mit Zubringer nach Browary 335,1 km)                                                       | Verlauf der H 07 |
| N08         | Boryspil – Krementschuk – Kamjanske – Dnipro – Saporischschja – Mariupol                                          | 658,4 km (mit Zubringern nach Dnipro, zum Flughafen Dnipro und zur Insel Chortyzja 678,5 km)         | Verlauf der H 08 |
| N09         | Mukatschewo – Iwano-Frankiwsk – Lwiw                                                                              | 441,2 km                                                                                             | Verlauf der H 09 |
| N10         | Stryj – Iwano-Frankiwsk – Tscherniwzi – Mamalyha nach Republik Moldau (Chișinău)                                  | 269,3 km (mit Zubringern nach Iwano-Frankiwsk und Tysmenyzja sowie Umfahrung von Sabolotiw 286,6 km) | Verlauf der H 10 |
| N11         | Dnipro – Sofijiwka – Krywyj Rih – Kasanka – Nowyj Buh – Baschtanka – Mykolajiw                                    | 240,7 km                                                                                             | Verlauf der H 11 |
| N12         | Sumy – Poltawa | 150,2 km (mit Umfahrung von Sumy 169,3 km)                                                           | Verlauf der H 12 |
| N13         | Lwiw – Sambir – Peretschyn – Uschhorod                                                                            | 231,4 km                                                                                             | Verlauf der H 13 |
| N14         | Oleksandriwka – Kropywnyzkyj – Mykolajiw                                                                          | 232,2 km (mit Südumfahrung von Kropywnyzkyj 244,0 km)                                                | Verlauf der H 14 |
| N15         | Saporischschja – Nowomykolajiwka – Donezk                                                                         | 210,4 km                                                                                             | Verlauf der H 15 |
| N16         | Solotonoscha – Tscherkassy – Uman                                                                                 | 217,3 km                                                                                             | Verlauf der H 16 |
| N17         | Lwiw – Radechiw – Luzk                                                                                            | 129,8 km                                                                                             | Verlauf der H 17 |
| N18         | Iwano-Frankiwsk – Ternopil                                                                                        | 106,8 km                                                                                             | Verlauf der H 18 |
| N19         | Jalta – Sewastopol                                                                                                | 80,7 km                                                                                              | Verlauf der H 19 |
| N20         | Slowjansk – Donezk – Mariupol                                                                                     | 219,6 km                                                                                             | Verlauf der H 20 |
| N21         | Starobilsk – Luhansk – Donezk                                                                                     | 221,1 km                                                                                             | Verlauf der H 21 |
| N22         | Ustyluh – Wolodymyr – Luzk – Riwne                                                                                | 148,0 km (mit Umfahrung von Ustyluh 149,4 km)                                                        | Verlauf der H 22 |
| N23         | Kropywnyzkyj – Nowhorodka – Krywyj Rih – Apostolowe – Marjanske – Nikopol – Marhanez – Tomakiwka – Saporischschja | 262,4 km (mit Zubringer zum Flughafen Krywyj Rih 264,7 km)                                           | Verlauf der H 23 |
| N24         | Blahowischtschenske – Wosnessensk – Mykolajiw                                                                     | 225,2 km (mit Zubringer zum Flughafen Mykolajiw 227,5 km)                                            |                  |
| N25         | Horodyschtsche – Riwne – Starokostjantyniw                                                                        | 295,8 km (mit Zubringern nach Riwne und Netischyn 300,9 km)                                          |                  |
| N26         | Tschuhujiw – Starobilsk – Milowe                                                                                  | 297,4 km                                                                                             |                  |
| N27         | Tschernihiw – Mena – Sosnyzja – Hremjatsch                                                                        | 206,8 km                                                                                             |                  |
| N28         | N 27 – Horodnja – Senkiwka nach Belarus (Homel)/Russland (Nowosybkow)                                             | 75,8 km                                                                                              |                  |
| N30         | Wassyliwka – Berdjansk                                                                                            | 136,3 km                                                                                             |                  |
| N31         | Dnipro – Zarytschanka – Kobeljaky – Reschetyliwka                                                                 | 159,7 km                                                                                             |                  |
| N32         | Pokrowsk – Bachmut – Mychajliwka                                                                                  | 131,5 km                                                                                             |                  |
| N33         | Odessa – Bilhorod-Dnistrowskyj – Monaschi                                                                         | 93,2 km (mit Zubringer zum Seehafen Tschornomorsk 97,2 km)                                           |                  |
| Gesamtlänge | Gesamtlänge | 7.205,1 km                                                                                           |                  |